# Oscilopsia
En medicina, el término oscilopsia se utiliza para describir la ilusión de oscilación de pequeña amplitud que se producen en el entorno del propio cuerpo. Es por lo tanto la falsa percepción de que el mundo circundante se encuentra en movimiento. Guarda algunas similitudes con el vértigo visual, pero se diferencia de este en que solo se produce cuando se realizan movimientos de la cabeza o del cuerpo. La oscilopsia no es una enfermedad en sí misma, sino un síntoma que puede estar originado por diferentes causas, entre ellas el nistagmo adquirido y las alteraciones del sistema vestibular que provocan disfunción del reflejo vestíbulo-ocular.